# AŠK Maria Huta
AŠK Maria Huta là một câu lạc bộ bóng đá Slovakia, đến từ thị trấn Gelnica.

## Màu sắc
Màu sắc của câu lạc bộ là cam và đen.